# Чемпіонат Швеції з футболу 1906
Svenska Mästerskapet 1906 — чемпіонат Швеції з футболу. Проводився за кубковою системою. У чемпіонаті брали участь 8 клубів. 
Чемпіоном Швеції став клуб «Ергрюте» ІС (Гетеборг).

## Півфінал
23 вересня 1906 «Ергрюте» ІС (Гетеборг) — ІФК Ескільстуна 3:1
23 вересня 1906 «Юргорден» ІФ (Стокгольм) — «Єфле» ІФ (Євле) 3:2

## Фінал
7 жовтня 1906 «Ергрюте» ІС (Гетеборг) — «Юргорден» ІФ (Стокгольм) 4:3

## Регіональні групові турніри 1906 року

### Стокгольмська група
|   | Команда         | І  | В | Н | П | М     | О  |
| - | --------------- | -- | - | - | - | ----- | -- |
| 1 | Юргорден ІФ     | 10 | 6 | 3 | 1 | 18:5  | 15 |
| 2 | ІФК Стокгольм   | 10 | 4 | 4 | 2 | 20:12 | 12 |
| 3 | ІФК Уппсала     | 10 | 3 | 5 | 2 | 19:13 | 11 |
| 4 | Марієбергс ІК   | 10 | 4 | 2 | 4 | 11:13 | 10 |
| 5 | AIK             | 10 | 4 | 2 | 4 | 13:20 | 10 |
| 6 | Вестермальмс ІФ | 10 | 0 | 2 | 8 | 8:26  | 2  |

### Гетеборзька група
|    | Команда       | І | В | Н | П | М    | О  |
| -- | ------------- | - | - | - | - | ---- | -- |
| =1 | Ергрюте ІС 2  | 8 | 6 | 1 | 1 | 18:5 | 13 |
| =1 | ІФК Гетеборг  | 8 | 6 | 1 | 1 | 20:9 | 13 |
| 3  | Крокслеттс ІК | 8 | 4 | 0 | 4 | 5:11 | 8  |
| 4  | IK Вікінген   | 8 | 3 | 0 | 5 | 8:23 | 6  |
| 5  | Гетеборгс ІФ  | 8 | 0 | 0 | 8 | 4:7  | 0  |

Фінал групи:
Ергрюте ІС 2 — ІФК Гетеборг 4:0